# Valparaíso
Valparaíso (/ˌvælpəraɪzoʊ /; špansko [balpaɾaiso]) je glavno mesto, pristanišče in izobraževalni center v občini Valparaíso, Čile. »Veliki Valparaiso« je drugo največje metropolitansko območje v državi. Leži približno 120 km severozahodno od Santiaga po cesti in je eden najpomembnejših obmorskih pristanišč v Južnem Tihem oceanu. Je glavno mesto tretje najbolj poseljene upravne regije Čila in je od leta 1990 (odlok je bil podpisan že leta 1987) sedež Čilskega narodnega kongresa, ministrstva za kulturo (od leta 2003), vojne mornarice in carine. Valparaiso ima sedem univerz.
V drugi polovici 19. stoletja je Valparaiso igral pomembno geopolitično vlogo, ko je bilo mesto  glavno postajališče za ladje, ki so prečkale Magellanov preliv med atlantskim in pacifiškim oceanom. Valparaiso je bil v svoji zlati dobi magnet za evropske priseljence in so ga mednarodni mornarji poznali kot »Mali San Francisco« in »Dragulj Pacifika«. Leta 2003 je bila zgodovinska četrt Valparaiso razglašena za svetovno dediščino Unesca.

## Zgodovina
Na območju valparaiškega zaliva so prvotno prebivali pripadniki staroselskega ljudstva Čongov in se preživljali z ribolovom in kmetijstvom. Leta 1536 ga je »odkrila« ladja Santiaguillo, ki je oskrbovala odpravo Diega de Almagra. Njen kapitan Juan de Saavedra je staroselsko naselbino Alimapu poimenoval po svojem rodnem kraju Valparaíso de Arriba v bližini Cuence. To ime je obdržal tudi Pedro de Valdivia, ki je leta 1544 ustanovil santiaško pristanišče.
Ves čas španske kolonizacije je Valparaíso ostal majhno naseljez le nekaj hišami in cerkvijo (zgrajeno leta 1559). V 16. stoletju so ga večkrat razdejali angleški in nizozemski pirati, zato so leta 1594 in v 17. stoletju postavili več utrdb. V 18. stoletju se je postopoma povečeval pristaniški promet, zlasti na račun kmetijskih pridelkov, ki so jih pošiljali v Peru. Po osamosvojitvi Čila je postal glavno pristanišče nastajajoče čilenske vojne mornarice, obenem se je odprl za mednarodno trgovino, ki je spočetka obsegala le promet s Španijo in njeninimi nekdanjimi kolonijami. Postopoma je postal neizogibno postajališče za ladje, ki so plule čez Magellanov preliv ali okoli rta Horn. Še posebno pomemben je postal v času kalifornijske zlate mrzlice (med 1848 in 1858). V mesto so se priseljevali priseljenci pretežno iz Anglije, Nemčije, Francije, Švice in Italije, ki so v Čilu uvedli nogomet, ustanovili več katoliških in posvetnih zasebnih šol in uvedli sistem prosotvoljnega gasilstva. V tej zlati dobi je mesto dobilo današnjo podobo koz mešanica različnih evropskih arhitekturnih slogov in med pomorščaki je postalo znano pod vzdevkoma »mali San Francisco« in »pacifiški dragulj«. Ustanovljena je bila prva javna knjižnica v Čilu, prva borza v Latinski Ameriki, izhajati je pričel El Mercurio de Valparaíso, najstarejši še izhajajojoči časopis v španščini na svetu.
Leta 1865, ko je bila Španija v vojni z več južnoameriškimi državami zaradi nadzora z guanom bogatih otokov, so blokirali tudi pristanišče v Valaparaísu in ga 31. marca 1866 na ukaz kraljice Izabele II. bombardirali.
Z odprtjem Panamskega prekopa se je zlato obdobje mesta končalo in v pristanišču so se ustavljale pretežno le še ladje, ki niso ustrezale omejitvam Panamskega prekopa. V zadnjih desetletjih, ko se je čilsko gospodarstvo odprlo svetovni trgovini, se njegov promet znova  povečuje predvsem na račun izvoza sadja. V zadnjem času se je pričel razvijati tudi turizem.
Leta 2003 je UNESCO slikovito središče mesta vpisal na seznam svetovne kulturne dediščine.

## Geografija
Valparaiso leži v osrednjem Čilu, 120 km severozahodno od glavnega mesta Santiago de Chile. Tako kot večina Čila, je ranljiv za potrese. Pred potresom 27. februarja 2010, ki je meril 8,8 Mw , je zadnji katastrofalni potres, ki je prizadel Valparaiso avgusta 1906, mesto uničil, pri čemer je umrlo skoraj 3 000 ljudi. Drugi pomembni potresi, ki so vplivali na mesto, so bili leta 1730 in potres v Algarrobu leta 1985.
Valparaiso ima zelo blago sredozemsko podnebje (Köppen Csb). Poletje je v bistvu suho, vendar je mesto večino leta prizadeto zaradi megle iz oceana oziroma Humboldtovega toka. Pozimi so lahko padavine občasno močne, če močan frontalni sistem prečka osrednji Čile, vendar se pogostost takega dežja močno razlikuje od leta do leta. Sneženje se zgodi redko v najvišjih delih mesta. Pozimi lahko močni vetrovi povzročijo padec toplote pod ledišče.

### Geologija
Zaradi bližine perujsko-čilskega oceanskega jarka, je mesto ranljivo za potrese. Ta jarek hrani velike količine energije zelo dolgo časa in se včasih v krajših intervalih poruši v nasilnem potresu.

## Demografija
Čeprav je le šesto največje mesto v Čilu, z mestnim prebivalstvom 263.499, je metropolitansko območje Veliki Valparaíso, vključno s sosednjimi mesti Viña del Mar, Concón, Quilpué in Villa Alemana, drugo največje v državi (803.683 prebivalcev).
Po popisu Nacionalnega statističnega inštituta iz leta 2002 občina Valparaíso obsega območje 401,6 km2 in je imela 275.982 prebivalcev (135.217 moških in 140.765 žensk). Od teh je v mestnih območjih živelo 275.141 (99,7%), na podeželskih območjih pa 841 (0,3%).
Prebivalci Valparaísa se običajno imenujejo Porteños (žensko: Porteñas).

## Gospodarstvo
Glavne industrijske panoge so turizem, kultura, ladijski promet in tovorni promet.
Približno 50 mednarodnih ladij za križarjenja se ustavi v Valparaísu med 4-mesečnim čilskim poletjem. Pristanišče je tudi pomembno središče za tovorni kontejnerski promet in izvaža veliko izdelkov, vključno vino, baker in sveže sadje in pretovori 10 milijonov ton na leto.
Obstajata dve veliki nakupovalni središči in različna druga večja maloprodajna mesta:
- Portal Valparaíso (Jumbo/Easy/Paris/La Polar)
- Mall Estación Puerto in Mall Paseo Ross
- Strip Center Plaza Barón
- in druga

## Znamenitosti
Valparaiso, ki je dobil vzdevek »Dragulj Pacifika«, je bil razglašen za svetovno dediščino, ki temelji na improvizirani urbani zasnovi in edinstveni arhitekturi. Leta 1996 je Svetovni sklad za spomenike razglasil nenavadni sistem žičnice (strmo nagnjenega vagona) za 100 najbolj ogroženih zgodovinskih zakladov na svetu. Leta 1998 so aktivisti iz ljudstva prepričali čilsko vlado in lokalne oblasti, da so zaprosili za status svetovne dediščine, ki ga je Unesco razglasil leta 2003. Zgrajen na desetinah strmih pobočij s pogledom na Tihi ocean, ima Valparaiso  labirint ulic in tlakovanih uličic in poti, ki predstavljajo bogato arhitekturno in kulturno dediščino.
Znamenitosti so:
- Cerkev La Matriz del Salvador je bila leta 1971 razglašena za narodni spomenik Čila. Leta 1559 je škof Santiaga, Rodrigo Marmolejo, zgradil prvi tempelj v Valparaisu, majhno kapelico, ki je bila res malo več kot koča. Bogastvo lokalnih družin je razvilo mesto in cerkev, kar ji daje značilen arhitekturni slog, ki ga ima danes. Od prvotne kapele so bile na mestu te zaporedno postavljene tri cerkve.
- Trg (Plaza) Aníbal Pinto; imenovan po Aníbalu Pintu, čilskem politiku (1825—1884), ima fontano z imenom Fuente de Neptuno (Neptunov vodnjak), ki je bila postavljena leta 1892
- Trg Sotomayor se imenuje po Rafaelu Sotomayorju (čilski odvetnik in politik, pooblaščen vojni minister med solitrno vojno). V središču trga je spomenik v čast čilskim mornarjem, ki so padli med bitko pri Iquiqueju in bitki pri Punta Gruesi. Trg in okoliške stavbe so 23. januarja 1979 imenovali Zona Típica (zgodovinsko okrožje).
- Stavba Luisa Cousiña, ki jo je oblikovala Isidora Goyenechea v spomin svojega moža Luisa Cousiño Squella; leta 1994 jo je Consejo de Monumentos Nacionales razglasil za narodni spomenik
- Sodišče
- 16 preostalih tirnih vzpenjač: 15 javnih (narodnih spomenikov) in 1 zasebna (ki spada v bolnišnico Carlos Van Buren).[8]
- Zgodovinsko okrožje Concepcion in Alegre
- Hrib Bellavista, ki ima Museo a Cielo Abierto ali 'muzej odprtega neba'
- Spomenik admiralu lordu Thomasu Alexandru Cochraneu, 10. grofu Dundonaldu
- Spomenik Manuelu Blancu Encaladi, prvemu čilskemu predsedniku
- pokopališča na Cerro Panteón - pokopališče številka ena (katoliško) in grobišče dezidentov (protestantsko).

## Kultura
V zlati dobi Valparaisa (1848-1914) je mesto dobilo veliko število priseljencev, predvsem iz Evrope. Skupnost priseljencev je pustila edinstven vtis na zgodovinsko arhitekturo mesta. Vsaka skupnost je zgradila svoje cerkve in šole, mnoge pa so ustanovile tudi druge pomembne kulturne in gospodarske institucije. Največje priseljenske skupnosti so prišle iz Velike Britanije, Nemčije in Italije, od katerih vsak razvijal svojo sosesko, ki se danes ohranjajo kot narodna zgodovinska okrožja ali »Zonas Típicas«.
V drugi polovici 20. stoletja je Valparaíso doživel velik upad, saj so bogate družine zapustile zgodovinske četrti in se preselile v živahni Santiago ali bližnji Viña del Mar. Do zgodnjih 1990-ih je bila velika edinstvena dediščina mesta izgubljena, mnogi Čilenci so se odpovedali mestu. Vendar se je sredi 1990-ih v mestu zacvetelo ljudsko gibanje za korenine, kjer se danes na ulicah, prehodih in stopniščih razprostira veliko poslikav, ki jih ustvarjajo umetniki grafitov.
Fundación Valparaíso, ki jo je ustanovil severnoameriški pesnik Todd Temkin, je izvedel večje projekte sanacije v sosedstvu; izboljšal mestno turistično infrastrukturo in upravlja mestni jazz, etno glasbo in operne festivale; med drugimi projekti. Nekateri pomembni projekti fundacije so: pot svetovne dediščine, Opera ob morju in Čilsko "kulturno središče". V zadnjih letih je gospod Temkin uporabil svojo vplivno nedeljsko kolumno v El Mercurio de Valparaiso, da bi zagovarjal številna pomembna vprašanja politike, kot je oblikovanje Ley Valparaíso (zakon Valparaísa) v čilskem kongresu in možnost, da mora čilska vlada zagotoviti sredstva za ohranitev priljubljenih tirnih vzpenjač.
Časopis El Mercurio de Valparaíso je najstarejši časopis v španskem jeziku v obtoku na svetu.
Fundacion LUKAS ohranja risbe in slike karikaturista Renza Antonia Giovannija Pecchenina Raggija (scensko ime LUKAS), ki je prišel simbolizirat Valparaiso v popularni kulturi v novi obnovljeni stavbi, ki gleda na zaliv.
Valparaiso je tudi dom tako imenovane šole Valparaíso, ki je v resnici Fakulteta za arhitekturo in urbanizem Pontificia Universidad Católica de Valparaíso. V 1960-ih in 1970-ih je bila ena najbolj eksperimentalnih, avantgardnih in kontroverznih arhitekturnih šol v državi.
Valparaíso ima glavni festival, ki se ga udeleži več sto tisoč udeležencev v zadnjih treh dneh vsakega leta. Festival se zaključi z ognjemetom »Novo leto na morju«, največjim v celotni Latinski Ameriki, ki se ga udeležuje milijon turistov, ki zapolnijo obalo in pobočja s pogledom na zaliv. Čeprav vsi to imenujejo ognjemet Valparaísa, je pravzaprav ognjemet, ki poteka na velikem delu obale od Valparaisa, mimo Viña del Mar in vse do Concóna.
Čilski kongres je leta 2003 določil Valparaiso kot »kulturna prestolnico Čila« in sedež novega kulturnega ministrstva v državi.
Mesto ponuja različne dejavnosti nočnega življenja. Tradicionalni bari in nočni klubi so v bližini Plaza Sotomayor. Živahen vodič najdete v romanih Cayetana Bruleja, zasebnega detektiva, ki živi v viktorijanski hiši v slikovitem Paseo Gervasoni v Cerro Concepción.

## Pomembni prebivalci
Valparaíso je rojstni kraj mnogih pomembni prebivalcev, med njimi:
- Augusto Pinochet, čilenski general, državnik in diktator
- Camilo Mori (1896—1973), slikar
- Roberto Ampuero, avtor mednarodno objavljenih romanov
- Giancarlo Monsalve, čilski tenorist
- Sergio Badilla Castillo, čilski pesnik in ustanovitelj poetičnega transrealizma v sodobni poeziji.
- Curt Echtermeyer, znan kot Curt Bruckner (1896–1971), slikar
- Abelardo Quinteros, skladatelj
- John Christian Watson, avstralski tretji predsednik vlade.
- Ernestina Pérez Barahona, čilska zdravnica in feministična aktivistka
- Marion Manville Pope, ameriška pesnica, svetovna popotnica in filantrop
- Elvira Santa Cruz Ossa, čilska dramatičarka in romanopiska

Prav tako je bila rezidenca številnih umetnikov, kot so čilski pesnik Pablo Neruda in nikaragovski pesnik Rubén Darío.
Portoriški voditelj za neodvisnost Segundo Ruiz Belvis je umrl v mestu novembra 1867.

### Galerija
- Pogled na cerro Barón
- Metro blizu Bellaviste
- Poslovne stavbe ob calle Prat
- Vhod v stavbo Narodnega kongresa
- Sodna palača
- "La Sebastiana" na Cerro Florida, ena od hiš Pabla Nerude
- Tipična arhitektura Valparaísa
- Novoletni ognjemet na morju
- Pisane hiše in slikovita tirna vzpenjača na cerro Lecheros
- Cerro Bellavista
- Tipični ulični grafiti v Valparaísu
- Hiša Luisa Cousiña

## Pobratena mesta
Valparaíso je pobraten z:
| - Barcelona, Španija (2001) - Bat Yam, Izrael - Pusan, Južna Koreja (1999) - Callao, Peru (2002) - Cebu, Filipini - Córdoba, Argentina - Gvangjang, Južna Koreja (2010) | - Malaka, Malezija - Mersin, Turčija - Novorosijsk, Rusija - Oviedo, Španija - Rosario, Santa Fe, Argentina - Salvador, Bahia, Brazilija - Šanghaj, Kitajska |

Partnersko mesto je:
- Odesa in Ukrajina